# Ettingen
Ettingen is een gemeente en plaats in het Zwitserse kanton Basel-Landschaft, en maakt deel uit van het district Arlesheim.
Ettingen telt 4.870 inwoners.